# Josiah Dunham
 Josiah Dunham (* 7. April 1769 in Lebanon Crank heute Columbia, Connecticut; † 10. Mai 1844 in Lexington, Kentucky) war ein US-amerikanischer Publizist und Politiker, der von 1813 bis 1815 Secretary of State von Vermont war.

## Leben
Josiah Dunham wurde in Lebanon Crank heute Columbia, Connecticut als Sohn von Daniel Dunham und Anne Moseley geboren. Er machte seinen Abschluss im Jahr 1789 am Dartmouth College. Anschließend diente er in der US Army mit dem Rang eines Colonels bis zum Jahr 1808. Nachdem er die Armee verlassen hatte, zog er nach Windsor, Vermont. Er war Herausgeber der föderalistischen Zeitung The Washingtonian und war von 1813 bis 1815 Vermonter Secretary of State. Im Jahr 1813 war er Clerk der Vermont General Assembly und wurde beschuldigt die Gouverneurswahl zwischen Martin Chittenden und Jonas Galusha, bei der es 111:112 Stimmen stand, zugunsten von Chittenden beeinflusst zu haben.
Direktor des Windsor Female Seminary war er von 1816 bis 1821. Danach zog er nach Lexington, Kentucky. Dort gründete er ein weiteres Seminar für Frauen, die Lafayette Female Academy.
Dunham war mit Susan Hedge verheiratet. Er starb am 10. Mai 1844 in Lexington, Kentucky. Sein Grab befindet sich auf dem Lexington Cemetery.